# Entartete Kunst

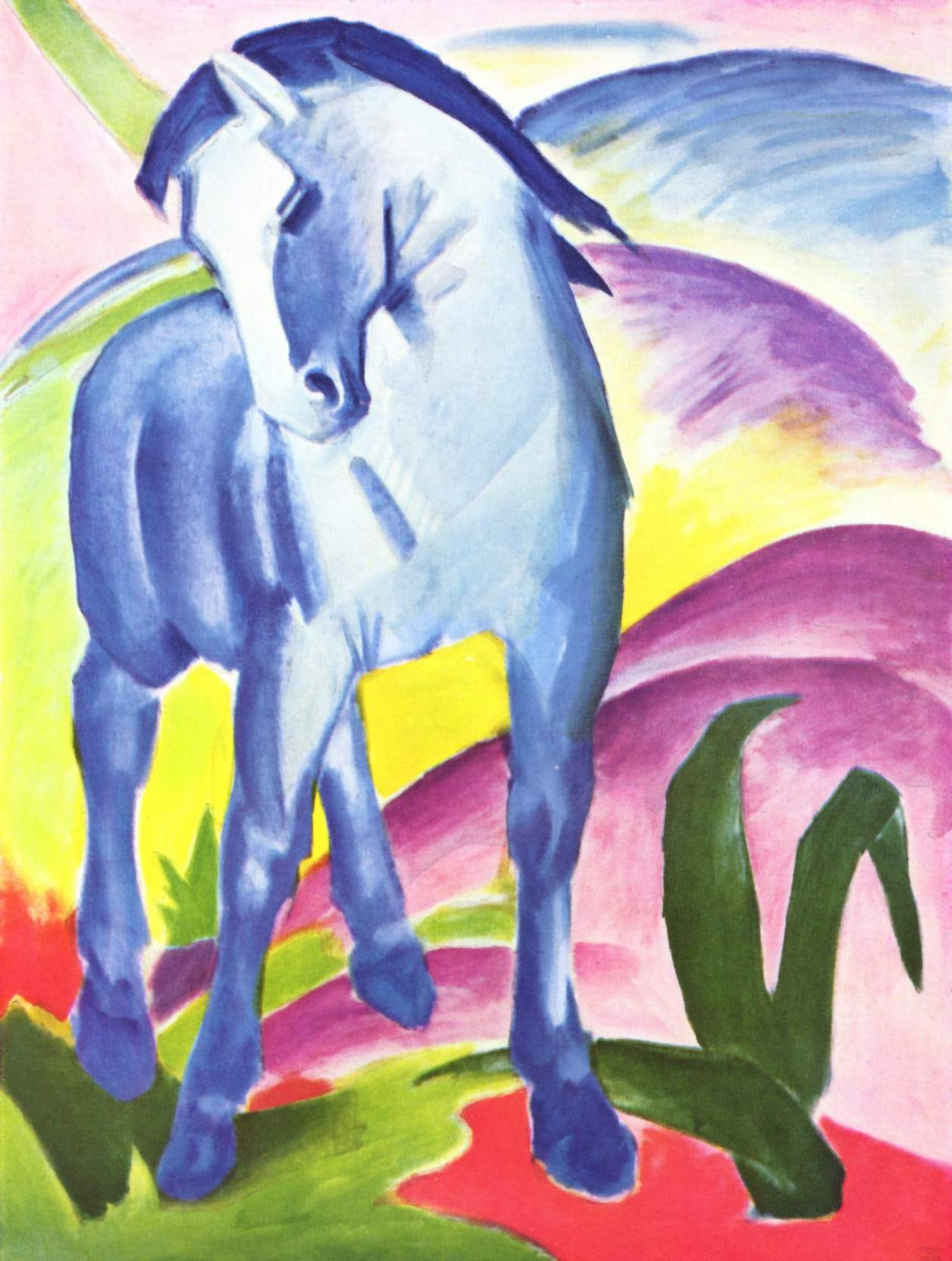
Werk van Franz Marc

Entartete Kunst is een Duitse term die in nazi-Duitsland (1933-1945) werd gebruikt om kunst aan te duiden die niet aan de eisen van het nationaalsocialistische regime voldeed. Het ging vooral om moderne kunst uit die tijd, zoals abstracte kunst en het expressionisme. Het betekent in het Nederlands "ontaarde kunst" (of: gedegenereerde), daarbij refererend aan de door de nazi's wel esthetisch en moreel juist geachte "Arische" kunst. Het betrof een campagne van de NSDAP om de Duitse kunstwereld onder haar controle te brengen, zodat deze voor propagandistische doeleinden van de staat kon worden ingezet. 

## Achtergrond
Het concept Entartete Kunst werd aan het eind van de negentiende eeuw voor het eerst voorgesteld door de zionistische leider Max Nordau; opmerkelijk aangezien de nazi's juist de joden als de kwade genius achter de moderne kunst zagen. In feite werden de joden ervan beschuldigd door middel van de kunsten onder andere het raciale bewustzijn, de politieke macht en de militaire weerbaarheid, maar bovenal de morele kracht van het Duitse volk te ondermijnen. Deze zaken konden volgens het nazisme niet los van elkaar gezien worden. Aangezien de 'entartet'-verklaarde kunstenaars het werken al vlak na de nazi-machtsovername in 1933 onmogelijk was gemaakt door onder andere een Berufsverbot, emigreerden velen van hen, zoals Erich Heckel en Friedrich Vordemberge-Gildewart. Verschillende kunstenaars met een joodse achtergrond overleden in de concentratiekampen tijdens de Holocaust. Anderen zoals Otto Dix belandden in een gevangenis. Bepaalde, zoals Ernst Ludwig Kirchner pleegden zelfmoord als gevolg van deze kunstpolitiek. Weer andere controversiële kunstenaars, zoals Egon Schiele en Karl Schmidt-Rottluff, werden doodgezwegen door de nazi's. Honderden werken werden in beslag genomen en ateliers werden vernield.
Niet alle kunst uit die periode is verloren gegaan. Sinds 2015 is in Solingen het Zentrum für verfolgte Künste gevestigd, dat Entartete Kunst laat zien evenals andere onderdrukte kunstvormen.

## DeEntartete Kunst-tentoonstelling in 1937
Een van de stuwende krachten achter de bekende tentoonstelling met deze titel in 1937 was Wolfgang Willrich. In 1937 was hij met instemming van de nazi-autoriteiten hoofdverantwoordelijk voor de verwijdering uit de Duitse musea van kunstwerken die als ontaard werden beschouwd. Het ging veelal om 20e-eeuwse werken van expressionisten van de Die Brücke of Der Blaue Reiter of het dadaïsme. Ongeveer 16.000 kunstwerken werden verwijderd.
650 van deze werken werden op een tournee gestuurd, als speciale voorbeelden van Entartete Kunst. De schilderijen en beeldhouwwerken werden dichtbij elkaar geplaatst en bij elk werk werd de aankoopprijs vermeld, alsook het museum dat het werk had aangekocht en het jaar van aankoop. Ook werden racistische leuzen aangebracht in de tentoonstellingsruimte. Dit alles had tot doel de aversie van het publiek op te wekken voor de kunstwerken en de grote sommen die waren uitgegeven voor hun aankoop. De reizende expositie begon op 19 juli 1937 in München en bezocht daarna gedurende vier jaar elf andere steden in Duitsland en Oostenrijk. Het was de grootste en best bezochte reizende tentoonstelling van die tijd, met ongeveer drie miljoen bezoekers.
Na de expositie werden vier kunsthandelaars aangesteld om deze entartete kunstwerken te verkopen, of op de internationale kunstmarkt te ruilen voor 19e-eeuwse schilderijen. Een groot deel werd op 30 juni 1939 bij galerie Fischer in Luzern, Zwitserland geveild. Werken werden ver beneden de marktwaarde verkocht. De opbrengsten van de veiling werden gebruikt om de collecties van verscheidene musea met 'echte Duitse kunst' aan te vullen. Wat er overbleef werd later dat jaar - net zoals dat eerder met verfoeide boeken was gebeurd - op een brandstapel in de hoofdkazerne van de Berlijnse brandweer vernietigd. 
In 2012 vond de politie in een flat te München 1406 kunstwerken van Matisse, Chagall, Beckmann, Dix, Nolde, Picasso, Klee en anderen. De flat had toebehoord aan Cornelius Gurlitt, de zoon van Hildebrand Gurlitt, een van de vier kunsthandelaars. Na de dood van zijn vader in 1956 was Cornelius doorgegaan met het verborgen houden van de kunstschat. De vondst kwam bekend te staan als de Schwabinger Kunstfund.

### Alsentartetbestempelde kunstenaars

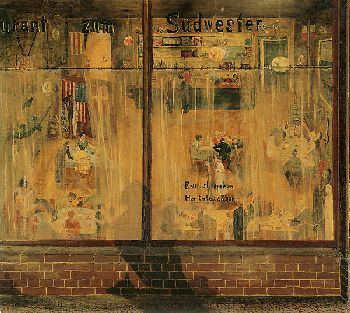
Joachim Ringelnatz: Havencafé, 1933

De volgende kunstenaars viel deze veroordeling ten deel en hun werken werden op de genoemde tentoonstelling getoond:
|  |  |  | - Ernst Barlach - Otto Baum - Max Beckmann - Rudolf Belling - Marc Chagall - Otto Dix - Max Ernst - Otto Freundlich - Otto Griebel - George Grosz | - Erich Heckel - Wassily Kandinsky - Ernst Ludwig Kirchner - Paul Klee - Will Lammert - Wilhem Lembruck - Emil Nolde - Franz Marc - Otto Mueller - Edvard Munch | - Max Pechstein - Emy Roeder - Edwin Scharff - Oskar Schlemmer - Karl Schmidt-Rottluff - Friedrich Vordemberge-Gildewart - Gustav Heinrich Wolff |

Het werk van andere kunstenaars werd eveneens veroordeeld en geveild maar het is onbekend of het ook te zien was op de tentoonstelling.
|  |  |  | - Jussuf Abbo - Heinrich Campendonk - Lovis Corinth - Giorgio de Chirico | - Lyonel Feininger - Franz Xaver Fuhr - Paul Gauguin | - Jules Pascin - Otto Pankok - Elfriede Lohse-Wächtler |

### Alsentartetbestempelde kunststromingen
Meerdere artistieke bewegingen werden in hun geheel als 'ontaard' beschouwd tijdens het naziregime in Duitsland:
- Dadaïsme
- Expressionisme
- Fauvisme
- Impressionisme
- Kubisme
- Surrealisme

## Entartete Musik
Een jaar na de tentoonstelling Entartete Kunst in München organiseerde het naziregime in 1938 een andere, minder bekende tentoonstelling in Düsseldorf: Entartete Musik. De term entartet (gedegenereerd) werd ook voor muziekstromingen als jazz(arrangementen), atonale muziek, en boven alles alle muziek van joodse componisten gebruikt. ‘Nationalistische muziek’, vermoedelijk muziek met folklore-achtige elementen en die patriottische gevoelens zou kunnen losmaken, was ook verdacht (Frédéric Chopin, Zoltán Kodály). Al deze muziek werd in de ban gedaan. Het was voor het eerst in de mensheid dat ras bepaalde of muziek goed of niet goed was. Het begrip atonale muziek werd opgerekt. Niet alleen de echte atonale muziek, zoals die van Arnold Schönberg, was entartet, maar ook muziek zonder duidelijke toonsoort of moderne muziek. In de laatste categorie viel bijvoorbeeld het werk van Igor Stravinsky en Claude Debussy. Raciale doctrine, Wagneriaans antisemitisme en Arische suprematie bepaalden voortaan het muziekleven. Uit protest verliet de Duitse componist Paul Hindemith vrijwillig zijn vaderland. De Hongaarse componist Béla Bartók was zo woest op de kritiek dat hij een brief schreef en eiste dat zijn naam werd opgenomen in de lijst van entartete componisten. Hij zag zijn muziek als ‘nationalistisch’, was hier trots op, en eiste daarom opname. Hij kreeg geen reactie.
Vele joodse musici, dirigenten (Otto Klemperer, Bruno Walter), leraren, componisten en musicologen werden gedwongen te emigreren of zagen het onheil aankomen en emigreerden zelf (Erich Korngold). Dit alles veroorzaakte een serieuze kwaliteitsvermindering in het Duitse muziekleven en betekende voor de Verenigde Staten bijvoorbeeld een grote kwaliteitsinjectie. Anderen waren niet in staat te vluchten of dachten dat het wel over zou waaien. De Tsjechische componist Pavel Haas bijvoorbeeld wilde zijn vrouw en familie niet in de steek laten, werd in 1941 naar Terezín (Theresienstadt) gedeporteerd en in 1944 naar Auschwitz waar hij waarschijnlijk in de gaskamer stierf. De enige componist die niet in de ban werd gedaan, hoewel zijn vrouw joods was, was Franz Lehár. Hitlers persoonlijke idolatrie van diens operette Die lustige Witwe zorgde voor deze uitzondering. De vrouw van Lehár kreeg van Hitler het predicaat Ere-Ariër.
Door deze maatregel werd het muziekleven in Duitsland, en alle andere bezette gebieden, uitermate eentonig. Na de aanval van nazi-Duitsland op de Sovjet-Unie was het ook niet meer toegestaan Russische muziek uit te voeren. Composities van Richard Wagner en zijn zoon Siegfried; Johannes Brahms, Wolfgang A. Mozart, Joseph Haydn, Hans Pfitzner, Max von Schillings, Carl Orff, Richard Strauss, Ludwig van Beethoven en Robert Schumann werden bovenmatig veel gespeeld. Franse muziek, Tsjechische (muziek van Antonín Dvořák en Bedřich Smetana werd als verderfelijk nationalistisch gezien) en Finse muziek werden niet meer gespeeld. Alle joodse musici waren al sinds 1933, respectievelijk 1938, uit alle Duitse en Oostenrijkse orkesten gezet. Jazz was verboden, evenals andere ‘obscene’ dansmuziek, muziek met ‘negerklanken en -ritmes’ en Amerikaanse dansen zoals de Charleston. Joodse leraren op conservatoria werden ontslagen, privé-lessen in muziek bij joden werden ontmoedigd en verraden. Ook de zanggroep de Comedian Harmonists werd in 1934 om deze redenen verboden. Drie leden ervan waren van joodse afkomst.
De groeiende interesse in het fenomeen Entartete Musik werd onder meer veroorzaakt door een herhaling van de tentoonstelling uit 1938 in 1988 (ook in Düsseldorf) waarbij deze werd aangevuld met historisch commentaar. Ook de serie Entartete Musik van het Engelse cd-label Decca rond die tijd zorgde voor een nieuwe appreciatie van deze muziek. Vele onbekende, waardevolle werken werden opgenomen en konden zo beluisterd worden. Naast het label Decca hebben ook de labels Koch Schwann en Cpo waardevolle bijdragen geleverd aan deze hernieuwde kennismaking.

### Componisten van door het naziregime verboden muziek
Dit is geen volledige lijst van componisten van entartete muziek
- Alban Berg (muziek was atonaal)
- Herman Bischoff
- Walter Braunfels
- Max Bruch, werd door de nazi's als jood beschouwd vanwege zijn bewerkingen van joodse muziek
- Hugo Distler
- Hanns Eisler (atonaal, joods en marxistisch)
- Eduard Erdmann
- Veniamin Fleischmann (was joods, in Rusland overleden tijdens een gevecht)
- Hans Gál (was joods, Theresienstadt-componist, overleefde de oorlog)
- Berthold Goldschmidt (was joods, vluchtte naar Engeland)
- Wilhelm Grosz (was joods, vluchtte naar de Verenigde Staten)
- Manfred Gurlitt
- Pavel Haas (was joods, Theresienstadt-componist)
- Karl Amadeus Hartmann (muziek was atonaal)
- Josef Matthias Hauer (muziek was atonaal)
- Paul Hindemith (muziek was te modern)
- Jaroslav Ježek (was joods, vluchtte naar de Verenigde Staten)
- Imre (Emmerich) Kálmán (muziek was te nationalistisch)
- Vitezslava Kapralova (was joods)
- Dick Kattenburg (was joods)
- Gideon Klein (was joods, Theresienstadt-componist)
- Erich Korngold (was joods, vluchtte naar de Verenigde Staten)
- Hans Krása (was joods, Theresienstadt-componist)
- Ernst Křenek (was niet joods, werd echter wel verondersteld door nazi-bewind; vluchtte naar de Verenigde Staten)
- Alma Mahler-Werfel (was tweemaal met een jood getrouwd geweest, vluchtte naar Frankrijk en later naar de Verenigde Staten)
- Gustav Mahler (was joods en modern)
- Bohuslav Martinů (vluchtte naar de Verenigde Staten en later naar Zwitserland)
- Felix Mendelssohn Bartholdy (was joods)
- Karol Rathaus (Poolse jood, vluchtte naar de Verenigde Staten)
- Karel Rudolf
- Arnold Schönberg (was joods, vluchtte naar de Verenigde Staten)
- Franz Schreker (was joods)
- Ervín Schulhoff (was joods, marxistisch en te modern)
- Leo Smit (was joods)
- Ignace Strasfogel (was joods, vluchtte naar de Verenigde Staten)
- Josef Tal
- Heinz Tiessen
- Ernst Toch (was joods, vluchtte naar de Verenigde Staten)
- Marcel Tyberg (was joods)
- Viktor Ullmann (was joods, Theresienstadt-componist)
- Moisei Vainberg (Mieczysław Weinberg) (was joods, vluchtte naar Rusland)
- Jaromir Weinberger
- Wladimir Vogel
- Franz Waxman (was joods, vluchtte naar de Verenigde Staten)
- Anton Webern (muziek was atonaal)
- Kurt Weill (was joods, te modern en marxistisch)
- Egon Wellesz (was joods, vluchtte naar Engeland)
- Stefan Wolpe (was joods, vluchtte naar de Verenigde Staten)
- Erich Zeisl (was joods, vluchtte naar de Verenigde Staten)
- Alexander Zemlinsky (was joods, vluchtte naar de Verenigde Staten)